# ليلي نوفي
ليلي نوفي (بالإنجليزية: Lili Novy)‏ (24 ديسمبر 1885، غراتس في النمسا - 7 مارس 1958، ليوبليانا في سلوفينيا)؛ كاتِبة مُتخصِّصة في أدب الأطفال، لغوية، مترجمة وشاعرة سلوفينية، ولدت ونشأت في النمسا ضمن الإمبراطورية النمساوية المجرية التي كانت تحكم سلوفينيا، وكانت شاهدة على اندلاع الحرب العالمية الأولى وقيام مملكة يوغوسلافيا التي تشكلت بين دولة السلوفينيين والكروات والصرب ومملكتي صربيا والمجر، ومن ثم عاصرت نشوء دولة يوغوسلافيا الاتحادية الديمقراطية المؤقتة خلال الحرب العالمية الثانية وصولًا إلى جمهورية يوغسلافيا الاشتراكية الاتحادية، حيث توفيت وهي مواطنة يوغوسلافية.